# Panggung Kidul
Panggung Kidul is een bestuurslaag in het regentschap Semarang van de provincie Midden-Java, Indonesië. Panggung Kidul telt 6081 inwoners (volkstelling 2010).